# Röschitz
Röschitz är en ort och kommun  i Österrike. Den ligger i distriktet Horn i förbundslandet Niederösterreich, 60 km nordväst om huvudstaden Wien. 
Kommunen består av fyra orter (Ortschaften) (inom parentes invånarantal 1 januari 2024):
- Klein-Jetzelsdorf (115)
- Klein-Reinprechtsdorf (50)
- Roggendorf (229)
- Röschitz (727)